# Bohumil Eliáš starší
Bohumil Eliáš (2. září 1937 Nasobůrky – 21. května 2005 Praha) byl český sklářský výtvarník, sochař, malíř a grafik.

## Život

### Studia
- 1954 – 1957 Střední uměleckoprůmyslová škola sklářská, Železný Brod
- 1957 – 1963 Vysoká škola uměleckoprůmyslová v Praze, ateliér monumentální malby a skla, prof. Josef Kaplický

### Členství ve spolcích výtvarníků
- Spolek výtvarných umělců Mánes
- Skupina Rubikon (1998)

## Dílo
Bohumil Eliáš je tvůrcem, který se svou mnohotvárnou originální tvorbou zapsal do českého a světového kontextu ateliérového skla 20. století jako nezaměnitelná autorská osobnost s velkým uměleckým i lidským charismatem, nepsanou autoritou i ryze lidskou schopností spojovat ostatní kolem sebe.

### Malba
V prostředí ateliéru Josefa Kaplického byl kladen důraz na formování autorské osobnosti ve všech oblastech výtvarného umění a Bohumil Eliáš tu rozvinul své malířské a kreslířské nadání do charakteristického expresivního projevu. V dalším autorově vývoji mělo paralelní zaměření ke sklu, ale zároveň i k malbě a kresbě zcela zásadní význam a nastálo určilo podstatu jeho práce.
Po prvotním ovlivnění fauvistickou tvorbou a kubizujícími formami si začal vytvářet svůj osobitý výraz, stavějící na uvolněné a expresivně barevné malbě. Od počátku sedmdesátých let se v jeho malbách odrážejí náznaky magického surrealismu v tématech smyslu a fungování lidské existence. Toto téma v různých podobách interpretace poznamenalo jeho další malířskou a grafickou tvorbu a stalo se později v překvapivých myšlenkových variantách východiskem pro vytvoření několika skleněných plastik. Téma člověka, který je konfrontován s nadosobním řádem běhu světa a začleňuje se do něj jako pouhá nepatrná částečka veškerého dění, prochází obměnami autorova náhledu. Filosoficky vnímané spojení řádu vesmírného a lidského se v pozdějších dílech přetváří později v místy až groteskně sarkastické vidění lidského společenství se silným étosem – až boschovsko-breughelovská podobenství o pitoresknosti usilovného lidského hemžení, budování a snažení, slepě tápajícího na pokraji zhroucení a sebezničení.

### Sklo a architektura
Vedle malířské tvorby se Bohumil Eliáš od počátku své samostatné umělecké činnosti věnoval úspěšně práci se sklem v realizacích do architektury. Výrazným činem byla koncepce rozměrné „suché“ fontány pro Československý pavilón na EXPO 67 v Montrealu. Ve vertikální skladbě tvarů, řezaných z plochého skla v ní byl využit kinetický efekt vzduchových bublin, hnaných prosvětlenými válci s vodou.
Prvním mezníkem pro vývoj jeho sklářské tvorby se stal originální návrh nových skleněných oken pro gotický kostel Panny Marie v Dobrši (1975). Bohumil Eliáš zde jako první a s výjimečným efektem použil princip horizontálního vrstvení tvarů, vyřezávaných z plochého skla s optickou hru lomu světla na hranách řezu a proměnností při změně úhlu nazírání. Vrstvení řezaných skleněných desek a vytváření plastických tvarů vrstevnicovým principem bylo v následujících letech základem Eliášových realizací do architektury – od oken pro sakrální prostory (kaple sv. Barbory v Bílovci a kostel ve Vimperku), přes prostorové plastiky a objekty (Galerie kadžárského umění v Teheránu, Generální ředitelství Metra Praha), dekorativní skleněné stěny monumentálních rozměrů (Komerční banka Písek, České vysoké učení technické v Praze, Vysoká škola chemicko-technologická v Praze) až po rozměrný stůl pro obřadní síň Staroměstské radnice v Praze. Zároveň se tento princip stal i jednou z poloh autorovy tvorby volných skleněných plastik. Na principu vrstevnicových reliéfů založil Bohumil Eliáš realizaci řady rozměrných prací, ale i komorních plastik, například s tématy mraků, vody, vesmíru atd. V celé šíři jeho tvorby tato díla nejvíce těžila z podstaty výrazových možností skloviny jako materiálu světelných kvalit. Jejich výraz se postupně proměňoval. Zatímco prvotní práce byly často založeny na hře tvarů iluzivně proměnné plasticity, na různě narušovaném rytmu křehkých linií, modelovaných tříštícím se světlem na lomech, od počátku 90. let začal Eliáš tvořit z vrstveného skla jednoduché broušené a leštěné stély monumentální geometrické strohosti. Nastálo se jejich součástí stalo i uplatnění malovaných ploch a struktur na jednotlivých vrstvách. Malba vyvolávala klamavý pocit hloubky vnitřního prostoru, vytvářela zdání vnitřního pohybu tvarů, „plujících“ ve hmotě objektu.

### Sklo a malba
Eliáš byl výjimečným typem tvůrce, který se intenzivně a bez rozkolísanosti v kvalitě tvorby pohyboval souběžně v poloze sklářské i malířské, která měla stále silnější tendenci překročit svůj rámec i do oblasti tvorby ze skla. Sám autor později často formuloval své zaměření takto:
Především se pokládám za malíře. I když se rád dotýkám jiných sklářských disciplín, ponejvíce se koncentruji na malbu skla, souběžně s malbou obrazů, grafikou atd. Vidíte, že v mém ateliéru stojí vedle sebe malované skleněné objekty a obrazy. Vzájemně se doplňují a inspirují. Jsem totiž přesvědčen, že pokud má dojít k posunu skla, nejen malovaného, pak jen v souvislosti s kvalitami architektonicko-malířsko-sochařskými. Nemám na mysli pouhý přenos, ale vzájemné vazby. Jestliže chce mít umělecké sklo nadějnou budoucnost, pak se musí autoři otevřít i vlivům z jiných uměleckých oblastí.

Obě polohy, sklářská a malířská, byly až do poloviny 80. let ve své nezávislosti poměrně vzdálené. Malba stála při práci s vrstveným sklem spíše v pozadí, neboť tato technika jí v tehdejší své podobě neposkytovala možnost výrazněji se uplatnit.
Převratnou pro další autorův vývoj byla druhá polovina 80. let. Při účasti na IGS Sympoziu v Novém Boru v roce 1985 se mu naskytla příležitost uplatnit svou malbu na vyfouknuté duté tvary a tak i možnost spojit jeho bytostnou potřebu malířského vyjádření se sklem. Začaly vznikat práce, využívající pro malbu prostorovou formu skla a jeho specifické vlastnosti jako nezastupitelný ozvláštňující fenomén. Tyto nové podněty proměnily Eliášův malířský rukopis na plátnech i na skle do rukopisně zcela svébytného výrazu. Jde téměř vždy o výrazný vizuální atak diváka, charakteristický nevázanou expresivní barevností a zároveň o autorovou radostnou hrou, ve které je, co do použitých prostředků, vše dovoleno. Fantazijní hravost a tvarové zkratky až na pomezí abstrakce vedle naturalisticky zpracovaných detailů, skrumáže tvarů, narušování a prostupování se prostorových plánů, pevné monochromní plochy vedle živelného gesta štětcem či subtilní kresebné linky, absolutní výraz plošnosti vedle trojrozměrně pojaté objemovosti, uplatněné drobné dekory, asambláže z drátěných pletiv, mřížek, mušliček atd.
Zásluhou takto vyhraněného rukopisu jeho malířského vyjádření vznikl silný a originální výraz, který přinesl autorovi nejen zásluhu v „znovuobjevení“ nedekorativní malby pro ateliérové sklo, ale také výsadní postavení v této oblasti. Pro autora znamenal konečné spojení malovaného obrazu se skleněnou plastikou.
Výchozím bodem Eliášovy polohy malovaných skleněných objektů – obrazů se posléze od 90. let staly prořezávané a v peci reliéfně tvarované desky plochého skla, mnohdy monumentálních rozměrů. Samotný skleněný tvar byl téměř vždy důsledně oproštěn od lákavých efektů sklářských technik a fines. Stal se nehmotným nositelem, který je ve výsledném výrazu určován malbou zatavovanými barvami. Oproti mlčenlivé střídmosti broušených hranolů působí tato díla mnohotvárností malířského projevu mnohdy doslova jako barevná exploze. Sklo umožnilo autorově malbě obejmout prostor, vneslo do ní magickou světelnou hru lazur a trojrozměrné rozvinutí malby do imaginativních prostorů mimo realitu objektu samého.
V posledních patnácti letech však ani bohaté spektrum způsobů vyjádření v rámci malby a sklářské tvorby nepostačovalo všem umělcovým záměrům. Obrazy proto vystoupily do prostoru ve formě rámových konstrukcí s malbou i modelovanými tvary.

### Kamenná a bronzová plastika
Od 90. let se vedle malby a skla objevila také autorem stále cíleněji rozvíjená sochařská poloha ve formě bronzových a žulových plastik. Mnohdy značně rozměrná díla zřetelně vycházejí z autorova rukopisu, vystupují do třetího rozměru z malovaných motivů na obrazech i ve skle. Oproti mnohosdělnosti jiných poloh kladou důraz spíše na jednoduchost, tvarovou zkratku a čistotu. Výraz jejich monumentální nehybnosti je ale, v souladu s autorovým nazíráním na svět jako kolotoč pohybu, pravidelně narušen lokálním barevným akcentem či nervní grafickou linií. V některých případech představují jeho bronzové či žulové plastiky i jakési výrazově umocněné završení dlouhodobě se navracejících témat ze sklářské i malířské práce.

### Tvorba po roce 2000
Umělecká tvorba Bohumila Eliáše byla od svých počátků živelnou erupcí potřeby tvořit. Nehledal nové formy pro pouhé ozvláštnění své tvorby. Volil nezvyklé postupy a spojení intuitivně, proto, že je cítil jako nutnost pro naplnění své myšlenky. Užíval si barevnosti a tvarové rozmanitosti. Jeho názorová jistota mu umožňovala svobodně přecházet mezi rozdílnými výrazovými prostředky a způsoby práce a volit je podle míry, s jakou naplňují jeho umělecký záměr. Z dílčích motivů často vyrůstala další díla, rozvíjející dané téma. Poté, co se jeho rukopis v malbě na sklo i v obrazech konstituoval do spojité podoby, předchozí kosmogonická témata vyššího řádu byla nahrazována pracemi s vloženým narativním obsahem, s banálními i osudovými, směšnými i tragickými situacemi každodenního života. Bohumil Eliáš si proměnil okolní svět ve velké divadlo a bytosti v něm v herce. Sám se stavěl do role pozorovatele a mnohdy výrazně ironického komentátora.
Autorova více než čtyřicetiletá a nesmírně plodná umělecká dráha se uzavřela v roce 2005, v momentu, kdy začínal se svým pověstným výbušným opojením z tvoření rozvíjet nové podoby tvorby, formoval další odlišný výraz ve skle i v malbě.

### Zastoupení ve sbírkách
- Národní galerie v Praze
- Uměleckoprůmyslové muzeum v Praze
- Moravská galerie v Brně
- Muzeum skla a bižuterie v Jablonci nad Nisou
- Východočeské muzeum Pardubice
- Severočeské muzeum v Liberci
- Galerie výtvarného umění v Ostravě
- Galerie Benedikta Rejta, Louny
- Musée des arts décoratifs Paris
- Musée des arts décoratifs de la ville, Lausanne
- Museé du Verre de Sars-Poteries
- Victoria and Albert Museum London
- Museum für Kunst und Gewerbe, Hamburk
- Kunstgewerbemusum Düsseldorf
- Kunstsammlungen der Veste Coburg
- Glasmuseum Coesfeld Ernsting Stiftung
- Musem Bellerive Curych
- Museum Jan van der Togt Amstelveen
- Koganezaki Glass Museum, Kamomura, Japan
- Takasaki Museum of Art , Japan
- Yokohama Museum of Art
- The Corning Museum of Glass, NY
- The Detroit Institute of Arts
- The Houston Museum of Fine Art, Texas
- The Wustum Museum of Art, Racine, WI
- Scotts Dale Museum of Contemporary Art, Arizona
- Museo vidrio Monterrey, Mexico
- Gafesčjanovo centrum umění, Arménie

### Samostatné výstavy (výběr)
- 1984 Tokyo, Gekkoso Gallery
- 1985 Praha, Galerie Čs. spisovatele
- 1986 Hamburg, Galerie „L“
- 1987 München, Glas des 20. Jahrhunderts / Frankfurt, Galerie Gottschalk-Betz / Kassel, Galerie M / Velp, Galery Arti-chogue
- 1988 Hamburg, Galerie „L“ / Geneve, Galerie Trois / Berlin West, Plaisir de la Maison / Florida, Habatat Galleries / Litovel, Městské muzeum
- 1989 Haag, Gallery Rob van den Doel /
- 1990 Frankfurt, Galerie Gottschalk-Betz / 1991 Maastricht, The European Fine Art Fair / Chicago, Gallery Rob van den Doel, Sofa / Boca Raton, Habatat Galleries 1992 Praha, Galerie Rob van den Doel / Hamburg, Galerie „L“ / Paris, Galerie Carpe Diem / Tokyo, Gallery Nakama
- 1993 Toronto, The Glass Art Gallery - Janak Khendry / Bruxelles, Galerie Transparence
- 1994 Hittfeld, Glasgalerie E.Stölting / Praha, Středoevropská galerie / Roeselare, Museum Alfons Blome
- 1996 Plzeň, Institut francouzské kultury / Ostrava, Nová síň
- 1997 Pardubice, Východočeské muzeum / Jičín, Okresní muzeum a galerie / London, The Studio Glass Gallery / Jablonec n. Nisou, Muzeum skla a bižuterie / Kamomura, Japan, Koganezaki Glass Museum / Tokyo, Gallery Nakama
- 1998 Detroit, Habatat Galleries / Znojmo, Dům umění / Pardubice, Východočeská galerie, (Rubikon)
- 1999 Praha, Mánes / Hamburg, Galerie „L“ / Karlovy Vary, Galerie umění, (Rubikon) 2001 Reykjavik, Island, Reykjavik Art Museum, Journey to the Centre of the Earth (Rubikon) / Brno, Galerie Aspekt
- 2002 Weiden, D, Neues Rathaus, Bayerisch – Böhmische Kulturtage (Rubikon) / Drammen, Norway, Drammens Teater og Kulturhus (Rubikon) / Praha, Mánes, Cesta do středu Země (Rubikon) / Praha, ČSOB, (B.Eliáš + I. Křen)
- 2003 Bruxelles, B, Czech Mission, (Rubikon) / Biarritz, F, La Crypte de l’Eglise Saint-Eugénie, (Rubikon) / Berlin, D, Tschechisches Zentrum / Halle, Kunstverein „Talstrasse“ e.V, D, (Rubikon) / Osaka, Japan, Gallery Enomoto / Boca Raton, FL, USA, Habatat Gallerie
- 2004 Galerie Václava Špály, Praha (Rubikon)
- 2005 Výstavní síň radnice Prahy 5, Praha / Museo di Arte Sakra, Suvereto, I (Rubikon) / Galerie Diamant, Praha
- 2006 Stálá expozice B. Eliáše, Tvrz Lnáře
- 2009 	Galerie Aspekt, Brno
- 2011	Malba, sklo, Galerie Millennium, Praha

Od roku 1967 se autor účastnil více než sta společných výstav

### Katalogy a monografie
- Bohumil Eliáš: Obrazy, sklo, 1985, Klivar M, kat. 8 s., SČVU, Praha
- Bohumil Eliáš, Sklo, obrazy, kresby, 1994, Hošková Vomočilová S, 128 stran, Středoevropská galerie a nakladatelství, Praha, ISBN 8090155928
- Bohumil Eliáš: Sklo, obrazy, plastiky, 1996, Křen I, kat.6+24 listů
- Bohumil Eliáš: Malby - stély / Paintings - Stelae, 2001, Křen I, kat. 36 s., DIDOT sro, Brno

### Články
- Antonín Langhamer, Sklář, malíř a sochař Bohumil Eliáš zemřel, Sklář a keramik: odborný časopis pro průmysl skla, keramiky a bižuterie, Roč.55, č.9 (2005), s.257

### Encyklopedie
- Nová encyklopedie českého výtvarného umění, 1995, Horová A, ed., str. str.185, 201, 225, 732, 733, Academia, Praha, ISBN 80-200-1209-5
- Slovník českých a slovenských výtvarných umělců 1950 – 2001, Malý Z, (2000), Výtvarné centrum Chagall, Ostrava, ISBN 80-86171-05-1
- České sklo, 2001, Petrová S, 283 s., Gallery, spol. s r.o. (Jaroslav Kořán), Praha, ISBN 80-86010-44-9

### Souborné publikace
- One Hundred Years of Bohemian Glass (curator O. Palata), Takasaki Museum of Art, 1995, p. 135